# 仰恩大学
仰恩大学于1987年由缅甸华侨吴庆星及其家族设立的仰恩基金会（得名于吴庆星的父母吴善仰和杜恩）创建，是位于福建省泉州市的一所全日制本科民办普通高等学校。1988年仰恩大学由福建省政府办学。从1994年7月起，仰恩大学由仰恩基金会独立办学。仰恩大学是中华人民共和国第一所具有颁发国家本科学历证书和授予学士学位资格的民办大学。

## 历史沿革
- 1988年6月－1989年6月：华侨大学仰恩学院（独立学院）

由仰恩基金会出资，福建省教育委员会和华侨大学联合办学，定名为华侨大学仰恩学院。仰恩学院名义上为华侨大学属下的一所学院，但具有完全独立性。
- 1989年8月－1992年3月：仰恩学院（省属大学）

1989年8月，仰恩学院脱离华侨大学独立办学，学校名称为仰恩学院，由福建省教委直接管理。仰恩基金会将学校全部校产捐赠给福建省政府。
- 1992年3月－1994年6月：仰恩大学（省属大学）

1992年3月，在仰恩学院基础上建立仰恩大学，由吴庆星先生捐资兴建，国家办学，福建省人民政府领导。
- 1994年7月至今：仰恩大学（民办大学）

1994年7月，福建省政府把吴庆星捐赠的校产全部归还给仰恩基金会，由仰恩基金会独资办学。仰恩大学成为中华人民共和国第一所教育改革试点的私立大学。

## 院部设置
仰恩大学现有10个学院，3个直属系部，25个本科专业，分别为：
- 管理学院
- 经济学院
- 会计学院
- 人文学院
- 外国语学院
- 法学院
- 工程技术学院
- 艺术与教育学院
- 马克思主义学院
- 继续教育学院
- 数学系
- 体育教研部
- 军事理论教研部